# Les Brouzils
Les Brouzils är en kommun i departementet Vendée i regionen Pays de la Loire i västra Frankrike. Kommunen ligger i kantonen Saint-Fulgent som tillhör arrondissementet La Roche-sur-Yon. År 2022 hade Les Brouzils 2 916 invånare.

## Befolkningsutveckling
Antalet invånare i kommunen Les Brouzils
| Referens: INSEE |